# Regierung Werner-Schaus I

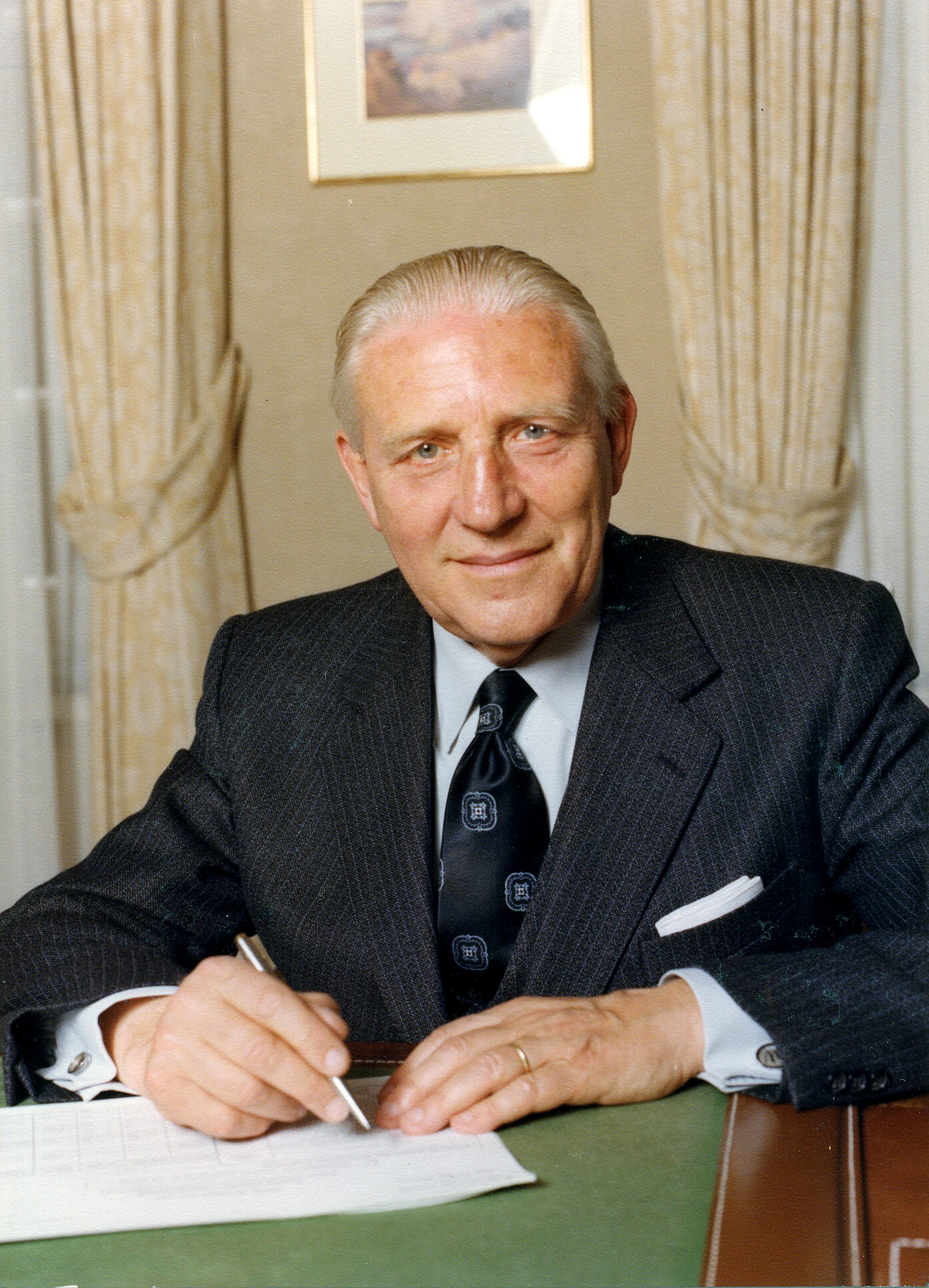
Pierre Werner war zwischen 1959 und 1974 sowie erneut von 1979 bis 1984 Premierminister von Luxemburg.

Die Regierung Werner-Schaus I (Alternativname: Regierung Werner I) wurde in Luxemburg am 2. März 1959 von Premierminister Pierre Werner von der Chrëschtlech Sozial Vollekspartei (CSV) nach der Kammerwahl vom 1. Februar 1959 gebildet. Sie löste die Regierung Frieden ab und blieb bis zur Ablösung durch die Regierung Werner-Cravatte am 15. Juli 1964 im Amt. Der Regierung gehörten Vertreter der Chrëschtlech Sozial Vollekspartei (CSV) sowie der Demokratesch Partei (DP) an.

## Minister
Der Regierung gehörten folgende Minister an:
| Amt                                                     | Amtsinhaber      | Partei | Beginn der Amtszeit | Ende der Amtszeit |
| ------------------------------------------------------- | ---------------- | ------ | ------------------- | ----------------- |
| Premierminister, Kulturminister                         | Pierre Werner    | CSV    | 2. März 1959        | 15. Juli 1964     |
| Außenminister und Außenhandelsminister                  | Eugène Schaus    | DP     | 2. März 1959        | 15. Juli 1964     |
| Verteidigungsminister                                   | Eugène Schaus    | DP     | 2. März 1959        | 15. Juli 1964     |
| Minister für Arbeit und soziale Sicherheit              | Emile Colling    | CSV    | 2. März 1959        | 15. Juli 1964     |
| Minister für Volksgesundheit                            | Emile Colling    | CSV    | 2. März 1959        | 15. Juli 1964     |
| Minister für öffentliche Arbeiten und Sport             | Robert Schaffner | DP     | 2. März 1959        | 15. Juli 1964     |
| Landwirtschaftsminister, Minister für nationale Bildung | Eugène Schaus    | DP     | 2. März 1959        | 15. Juli 1964     |
| Minister für Familien und Bevölkerung                   | Eugène Schaus    | DP     | 2. März 1959        | 15. Juli 1964     |
| Minister für Wirtschaft und Mittelstand                 | Paul Elvinger    | DP     | 2. März 1959        | 15. Juli 1964     |
| Justizminister                                          | Paul Elvinger    | DP     | 2. März 1959        | 15. Juli 1964     |
| Innenminister und Verkehrsminister                      | Pierre Grégoire  | CSV    | 2. März 1959        | 15. Juli 1964     |